# Nenad Lalović

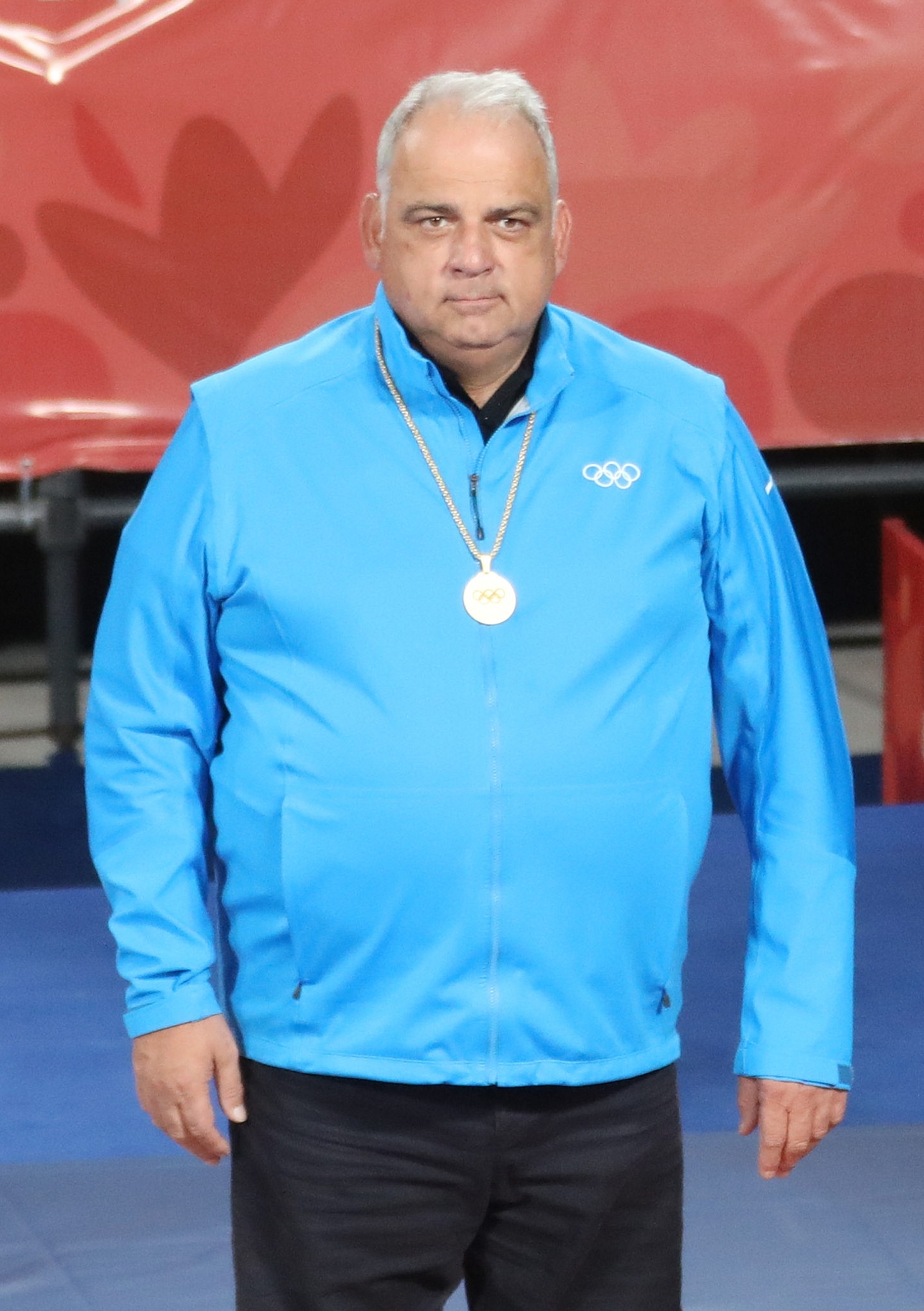
Nenad Lalović bei den Olympischen Jugend-Sommerspielen 2018

Nenad Lalović (* 21. August 1958 in Belgrad) ist ein serbischer Unternehmer und Sportfunktionär. Er ist seit 2013 Präsident des Weltringerverbandes, der 2014 in United World Wrestling umbenannt wurde.
Der Vater von Lalović, Milos Lalović, arbeitete als Botschafter Jugoslawiens in Tunesien, Libanon, Jordanien, Syrien, Belgien und in der Schweiz. Seinen Schulabschluss machte Nenad Lalović in Genf. Er studierte zunächst in Belgrad und erhielt sein Diplom im Maschinenbau von der Universität in Novi Sad. Er baute eine Reiseagentur mit Sitz in Dubrovnik und Paris auf. Später führte er ein Restaurant, einen Tennisklub sowie eine Firma, die Naturshampoos herstellt. Er arbeitete zudem für eine in Russland wirkende Bauausführungsfirma und fungiert als Importeur von Fahrzeugen der Firma Suzuki nach Serbien.
Kurz nach dem Zusammenbruch Jugoslawiens wurde er Präsident des serbischen Ringerverbands Rvački Savez Srbije. In dieser Funktion wurde er bald auch in Ämter des europäischen Ringerverbandes CELA sowie des NOCs Serbiens gewählt. 2006 wurde er erstmals in den Ausschuss der FILA gewählt. 2012 wurde er in diesem Amt bestätigt. Im Februar 2013 empfahl das IOC-Exekutivgremium die Streichung des Ringens aus dem Programm der Olympischen Sommerspiele 2020. Es kam zur Abdankung des bisherigen FILA-Präsidenten Raphaël Martinetti. Daraufhin wurde Lalović, der seit dem Rücktritt Martinettis die FILA interimsweise führte, auf einem außerordentlichen Kongress in Moskau am 18. Mai 2013 mit 125 von 132 Stimmen zum neuen Präsidenten der FILA gewählt. Es gelang ihm, am 8. September 2013 bei der 125. Vollversammlung des Internationalen Olympischen Komitees in Buenos Aires den Ausschluss zu verhindern. Anlässlich der Umbenennung der FILA in United World Wrestling im September 2014 wurde Lalović für ein weiteres sechsjähriges Präsidentschaftsmandat gewählt. Seit 2015 ist Lalović IOC-Mitglied.
Seit 1986 ist er mit Alexandra verheiratet, einer ehemaligen Professorin für Musik und Piano. Das Paar hat zwei Kinder: Sohn Milos führt die Shampoofirma seines Vaters, Tochter Nina arbeitet für Gazprom in Belgrad.